# بوشيني بنغالي
بوشيني بنغالي (الاسم العلمي: Puccinia bengalensis) هو نوع من الفطريات يتبع جنس البوشيني من فصيلة البوشينية.